# Agremiação Sportiva Arapiraquense

Escudo ASA (1952)

El Agremiação Sportiva Arapiraquense es un club de fútbol de Brasil de la ciudad de Arapiraca, Estado de Alagoas. Fue fundado el 25 de septiembre de 1952 y que juega en el Campeonato Alagoano y en el Campeonato Brasileño de Serie D.

## Jugadores

### Descenso a la Serie C
en 2013 ASA hizo una mala campaña , descendió tras la derrota contra América Mineiro
1 a 0 , ASA jugará la próxima temporada en la serie C.

## Entrenadores
- Vica (noviembre de 2014–abril de 2016)[4][5]
- Betinho (abril de 2016–mayo de 2016)[6][7][8]
- Jaelson Marcelino (mayo de 2016–junio de 2016)[9][10]
- Paulo Foiani (junio de 2016–octubre de 2016)[11][12]
- Maurílio Silva (octubre de 2016–junio de 2017)[13][14]
- Marcelo Vilar (junio de 2017–septiembre de 2017)[15][16]
- Luiz Paulo (diciembre de 2017–?)[17]
- Jaelson Marcelino (febrero de 2018–marzo de 2018)[18][19]
- Moisés Lima (interino- marzo de 2018–abril de 2018)[19]
- Carlos Rabello (abril de 2018–mayo de 2018)[20][21]
- Moisés Lima (interino- mayo de 2018–?)[21]
- Alan Dotti (noviembre de 2018–enero de 2019)[22]
- Alyson Dantas (enero de 2019–febrero de 2019)[23][24]
- Nedo Xavier (febrero de 2019–junio de 2019)[24][25]
- Evandro Guimarães (octubre de 2019–noviembre de 2019)[26][27]
- Maurílio Silva (noviembre de 2019–febrero de 2020)[28][29]
- Lorival Santos (marzo de 2020–febrero de 2021)[30][31]
- Riva (interino- febrero de 2021–?)[31]
- Celso Teixeira (noviembre de 2021–febrero de 2022)[32][33]
- Jota Guerreiro (febrero de 2022)[33]
- Renatinho Potiguar (febrero de 2022–marzo de 2022)[34][35]
- Jota Guerreiro (interino- marzo de 2022–?)[35]
- Evaristo Piza (octubre de 2022–marzo de 2023)[36][37]
- Sidney Moraes (marzo de 2023–abril de 2023)[38][39]
- Paulo Roberto Santos (abril de 2023–junio de 2023)[40][41]
- Celso Teixeira (junio de 2023–2023)[42]
- Leandro Sena (septiembre de 2023–)[43][44]
- Rodrigo Fonseca (–presente)[3]

## Palmarés

### Torneos nacionales
- Subcampeón del Serie C (1): 2009.

### Torneos estaduales
- Campeonato Alagoano (7): 1953, 2000, 2001, 2003, 2005, 2009, 2011.
- Copa Alagoas (3): 2015, 2020, 2021.